# Abruzzi Ridge
Abruzzi Ridge är en klätterled på Mount Saint Elias. Leden går bergets norra sida, som vetter mot floden Yukon. Sitt namn har Abruzzi Ridge fått till ära efter den förste alpinist som klättrade här, Ludvig Amadeus, hertig av Abruzzerna.
Leden finns listad i den inflytelserika Fifty Classic Climbs of North America, men numera används klätterleden sällan, på grund av glaciärförändringar och risken för laviner från den nordöstra sidan.